# Theodor Erdmann Kalide
Theodor Erdmann Kalide (ur. 8 lutego 1801 w Królewskiej Hucie, zm. 23 sierpnia 1863 w Gliwicach) − niemiecki rzeźbiarz określany mianem „rzeźbiarza brązu i żelaza”. 

## Życiorys

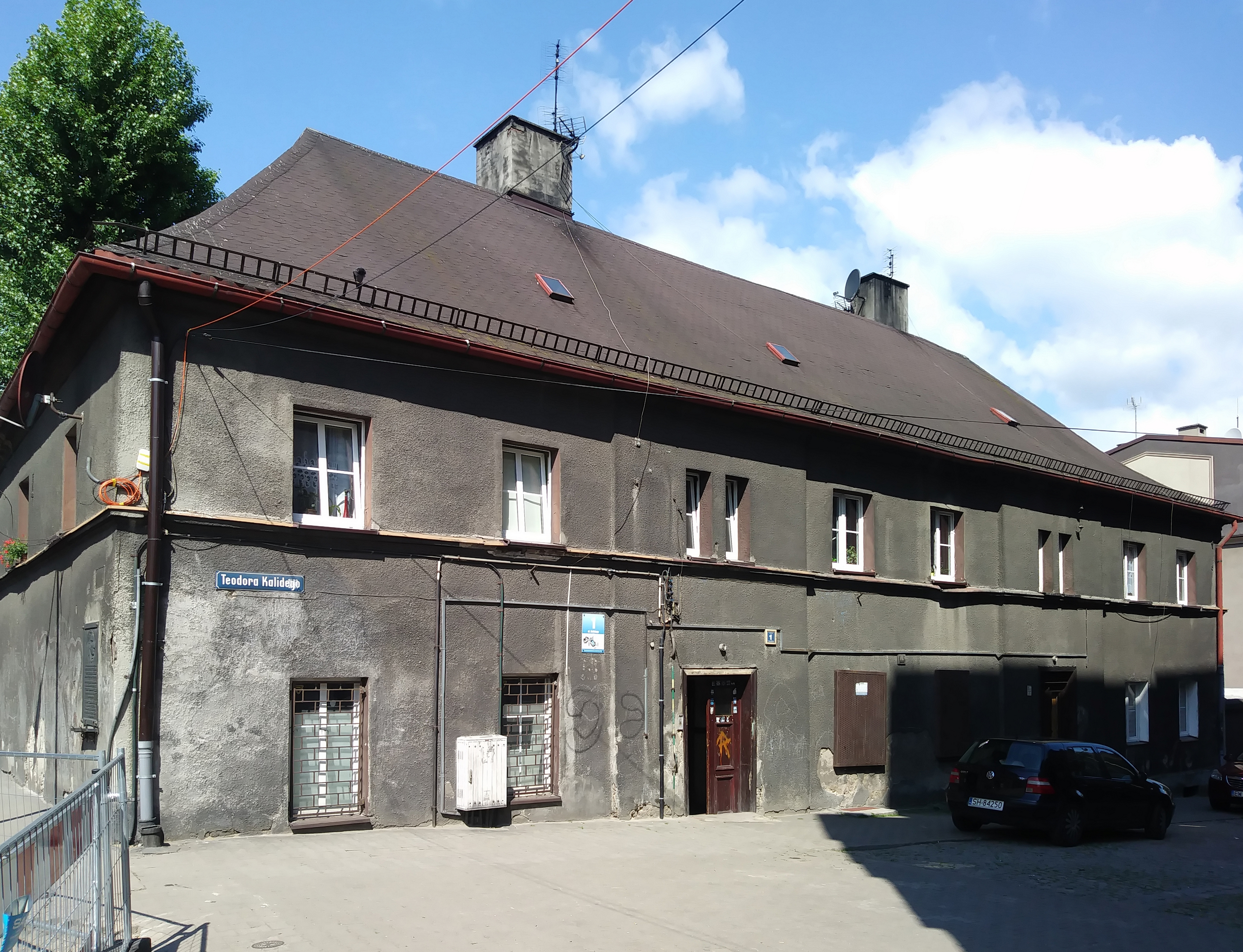
Dom Johanna Gottlieba Kalidego w którym urodził się Theodor Erdmann Kalide, stan na 2020 rok

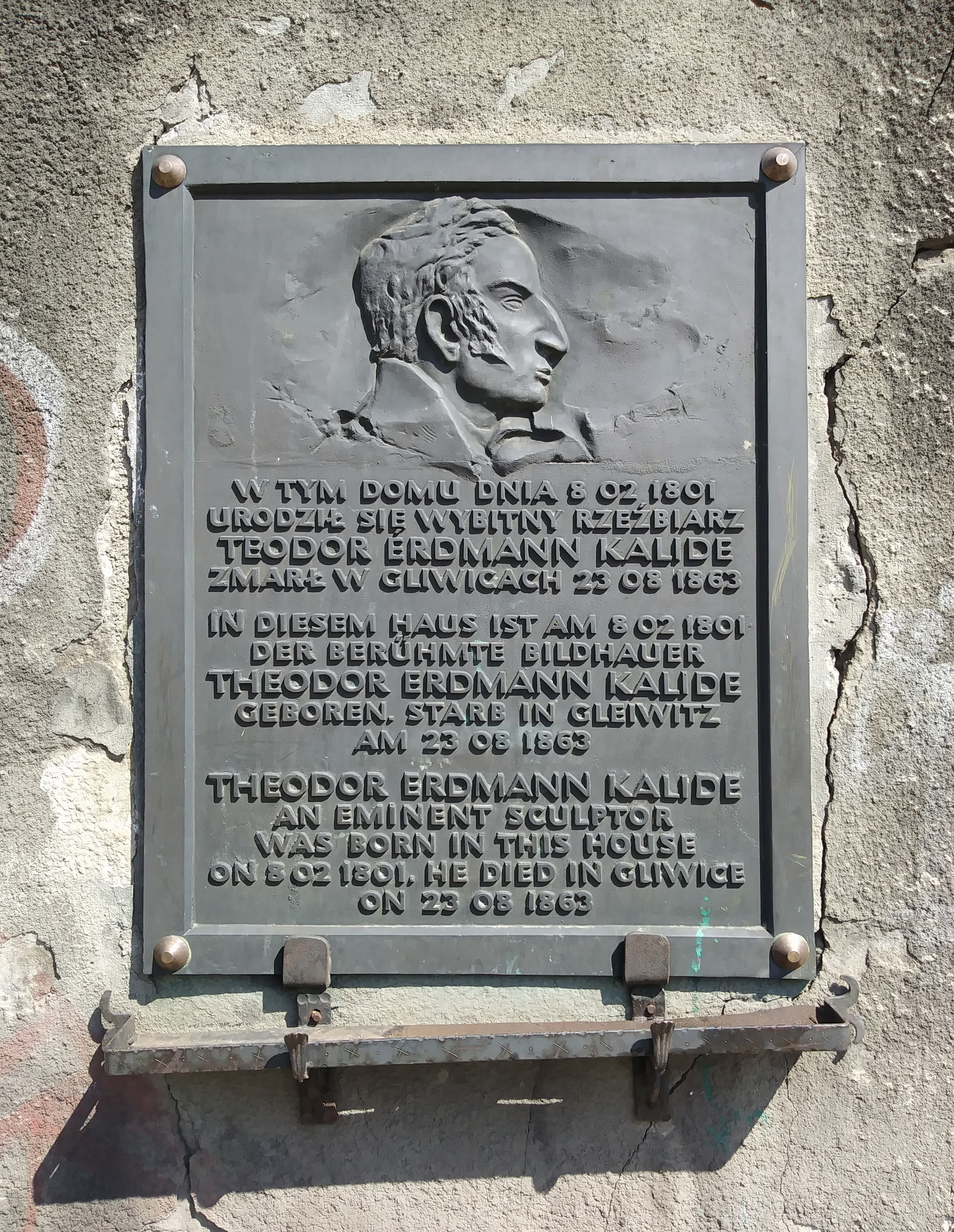
Tablica poświęcona Kalidemu na ścianie jego domu (2020)

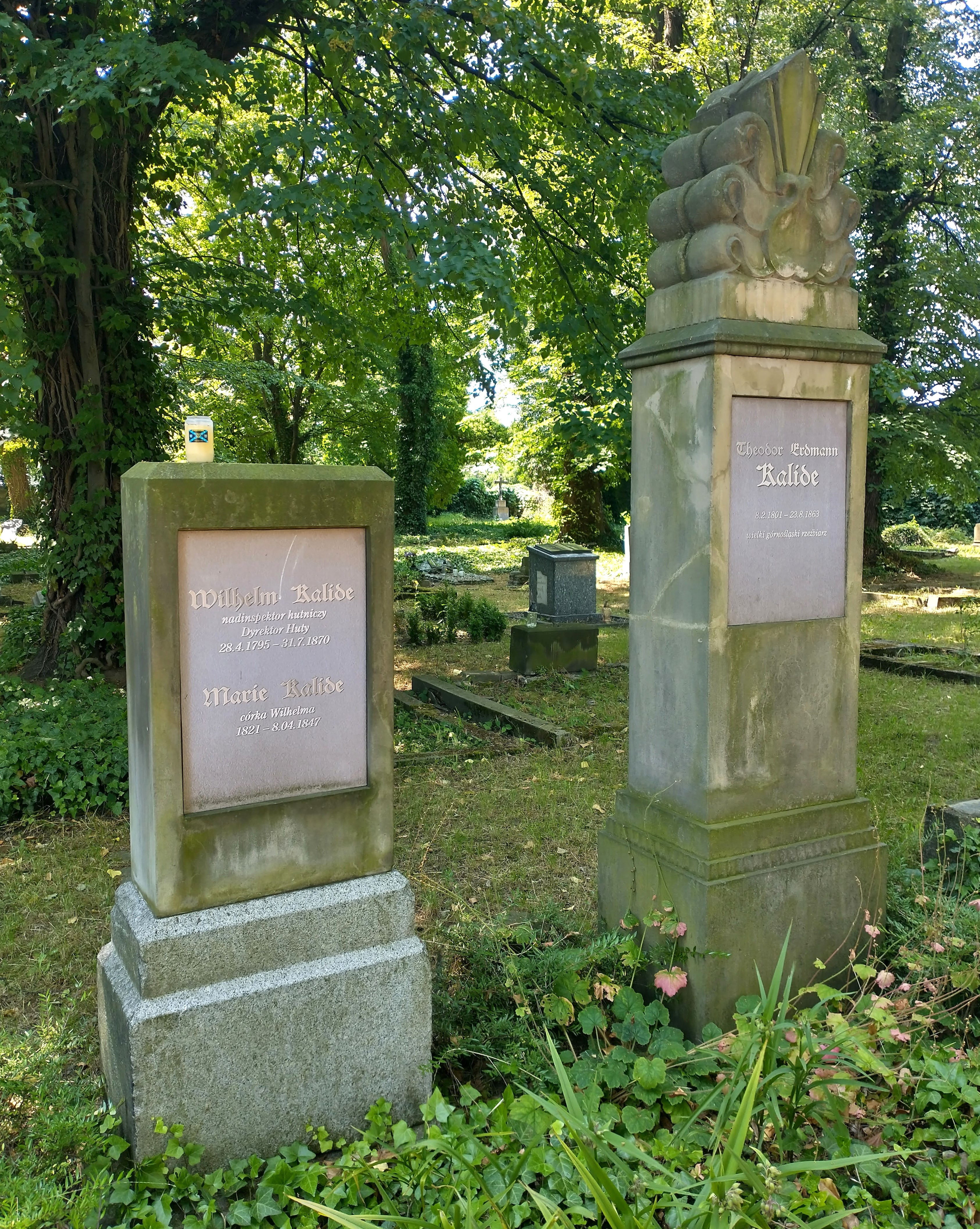
Nagrobek na Cmentarzu Hutniczym w Gliwicach (po prawej)

Był drugim z kolei, po starszym o 6 lat Wilhelmie, synem niemieckiego inspektora hutniczego Gottlieba Kalide z miejscowej huty żelaza i Górnoślązaczki, pochodzącej z Nakła Śląskiego - Charlotty Wilhelminy Beck. Miał jeszcze siostrę - Alwinę, przyszłą żonę Franza Winklera. Przyszedł na świat w jednym z pierwszych budynków, tworzących osadę królewskohucką (stawianych w latach 1798-1802).
Edukację rozpoczął w szkole brackiej (Knappschaftsschule) w Królewskiej Hucie, następnie od 1816 uczęszczał do nowo utworzonego gimnazjum w Gliwicach. Zamieszkiwał wówczas u pracującego w Królewskiej Odlewni Żeliwa w Gliwicach brata Wilhelma. Szybko jednak przerwał naukę i już w 1817 r. podjął pracę jako elew (uczeń) w hucie „Królewskiej", a następnie we wspomnianej Królewskiej Odlewni Żeliwa, jako pracownik modelarni. Kształcił się pod okiem Friedricha Wilhelma Ludwiga Beyerhausa.

W 1819 udał się do Berlina, gdzie uczęszczał na zajęcia do Królewskiej Akademii Sztuk Pięknych, najpierw jako wolny słuchacz, a następnie jako student. Pobierał nauki u wybitnych mistrzów: Johanna Gottfrieda Schadowa i Chrystiana Daniela Raucha. Już w latach 20. XIX wieku Kalide zyskał sławę plastyka postaci zwierzęcych, szczególnie dzięki umiejętności tworzenia naturalnie ukształtowanych modeli śpiących i czuwających lwów.

Królewska Odlewnia Żeliwa w Gliwicach, jako fundator stypendium, zawarła w 1824 z Kalide nowy kontrakt, w którym zobowiązał się on do wykonywania i posyłania z Berlina do odlewni w Gliwicach modeli swoich prac, według których można było wykonywać formy odlewnicze. W ten sposób odlewnia poszerzyła swój asortyment, a modele zamieszczone zostały w katalogu wyrobów.

24 grudnia 1831 Kalide został mianowany artystą rzeźbiarzem akademickim i rozpoczął w Berlinie samodzielną działalność, którą prowadził do 1856. Jego pracownia znajdowała się w Berlinie, w pobliżu Bramy Brandenburskiej, na rogu Unter den Linden oraz Pariser Platz. Jednocześnie utrzymywał współpracę z gliwicką odlewnią, którą zakończyła dopiero śmierć rzeźbiarza w 1863.

W 1824 w Berlinie odbyła się wystawa gipsowych modeli dwóch lwów (śpiącego i czuwającego) autorstwa Kalide.
W 1836 wykonał rzeźbę Chłopca z łabędziem. Znalazła się ona w katalogu gliwickiej odlewni. Została, na podstawie modelu, wykonana w wielu egzemplarzach. Jeden z egzemplarzy wystawiany był na wystawie światowej w Londynie w 1852. Inny egzemplarz do 1912 był umieszczony na rynku w Królewskiej Hucie, obok miejskiej fontanny, a obecnie jest ustawiony na chorzowskim Placu Matejki, a inny z odlewów ustawiony jest w Gliwicach. Pozostałe egzemplarze znajdziemy między innymi w Mińsku, Czeladzi i w dawnej królewskiej rezydencji Osborne House na wyspie Wight.
W 1838, po 6 latach pracy ukończył „Wazę prowincji pruskich" przeznaczoną dla Nowego Pałacu w Parku Sanssouci.
Dobrze rozwijającą się karierę rzeźbiarza przerywa wykonanie i przedstawienie w 1848 roku gipsowego modelu rzeźby „Bachantki na panterze" ukazującej postać nagiej, pijanej kobiety leżącej na wznak na grzbiecie pantery. Dwór królewski dopatrzył się w tym dziele alegorii Wiosny Ludów i zrezygnował ze składania mu dalszych zleceń. Szwagier, Franz Winckler, zobaczywszy wykonany w carraryjskim marmurze oryginał, zaszokowany, odesłał rzeźbę Kalidemu, nie żądając zwrotu płaconej należności. Zapisaną w testamencie córce rzeźbiarza „Bachantkę..." w 1878 roku kupuje berlińska Galeria Narodowa. Obecnie, uszkodzona w wyniku II wojny światowej (postać kobiety, podobnie jak pantery, ma utrącone kończyny), była wystawiona w galerii mieszczącej się w kościele Friedrichswerde. W 2013 roku Muzeum w Gliwicach na okresowej wystawie wystawiło niewielki (wymiary: wys. 42 cm x szer. 53,5 cm x głębokość 26 cm) odlew z brązu „Bachantki na panterze" przypisywany Kalidemu.
W 1852, z okazji 50-lecia uruchomienia pierwszego wielkiego pieca w hucie Królewskiej (niem. Königshütte), na wzgórzu w Królewskiej Hucie (ob. Chorzów) postawiono pomnik Friedricha Wilhelma von Redena, autorstwa Theodora Erdmanna Kalide. Pomnik ten, zniszczony w lipcu 1939 r. przez działaczy „Związku Stowarzyszeń Polskich Chorzowian”, odbudowany i ponownie odsłonięty rok później, i powtórnie usunięty po zajęciu Chorzowa przez Polaków w 1945 r. 
Dnia 6 września 2002 na Placu Hutników w Chorzowie postawiono pomnik hr. Redena, autorstwa tyskiego rzeźbiarza Augusta Dyrdy. Dokonał on rekonstrukcji pierwszego pomnika, którego autorem był Theodor E. Kalide.
Uważa się, że ostatnią pracą Kalidego jest wykonana przez niego, na zamówienie drugiej żony Franza Wincklera, „Madonna z Dzieciątkiem". Stoi ona w miechowickim kościele pod wezwaniem Świętego Krzyża.
Był także autorem, między innymi, pomników: Fryderyka Wielkiego (1839) dla Wrocławia, Winckelmanna (1842/44)dla berlińskiego Altes Museum, Fryderyka Wilhelma III jako jeźdźca dla berlińskiego Lustgarten (1860) i dla Kolonii (1861), Fryderyka Schillera (1862) dla Berlina.
Życie prywatne rzeźbiarza nie było udane. Ożenił się z Friederiką Kohl, modelką która pozowała mu do „Bachantki...", mieli dwie córki, lecz małżeństwo rozpadło się. Kalide popadł w alkoholizm, zamieszkał u brata w Gliwicach gdzie zmarł; został pochowany na Cmentarzu Hutniczym w Gliwicach. Jego grób został odrestaurowany w 2005.
Jest patronem ulicy w Chorzowie, przy której znajduje się zabytkowy dom, w którym rzeźbiarz się urodził.

## Wybrane dzieła
- Lew czuwający, odlany w 1824 (niem. Wachender Löwe)
- Lew śpiący (zob. Lew śpiący w Gliwicach oraz Lew śpiący w Bytomiu), 1826, (niem. Sterbender Löwe)
- Chłopiec z łabędziem, 1836, (niem. Knabe mit Schwan)
- Dziewczyna z lirą, 1838, (niem.Mädchen mit der Leier)
- Waza Prowincji Pruskich, 1838, (niem. Provinze Vasen)
- Bachantka na panterze, 1848, (niem. Bacchantin auf dem Panther)
- Pomnik Friedricha Wilhelma von Redena, 1852
- pomnik Franza von Wincklera w Katowicach, wzniesiony w 1853 w zamkowym parku[8]
- Madonna z Dzieciątkiem, 1860, (niem. Muttergottes)

## Galeria

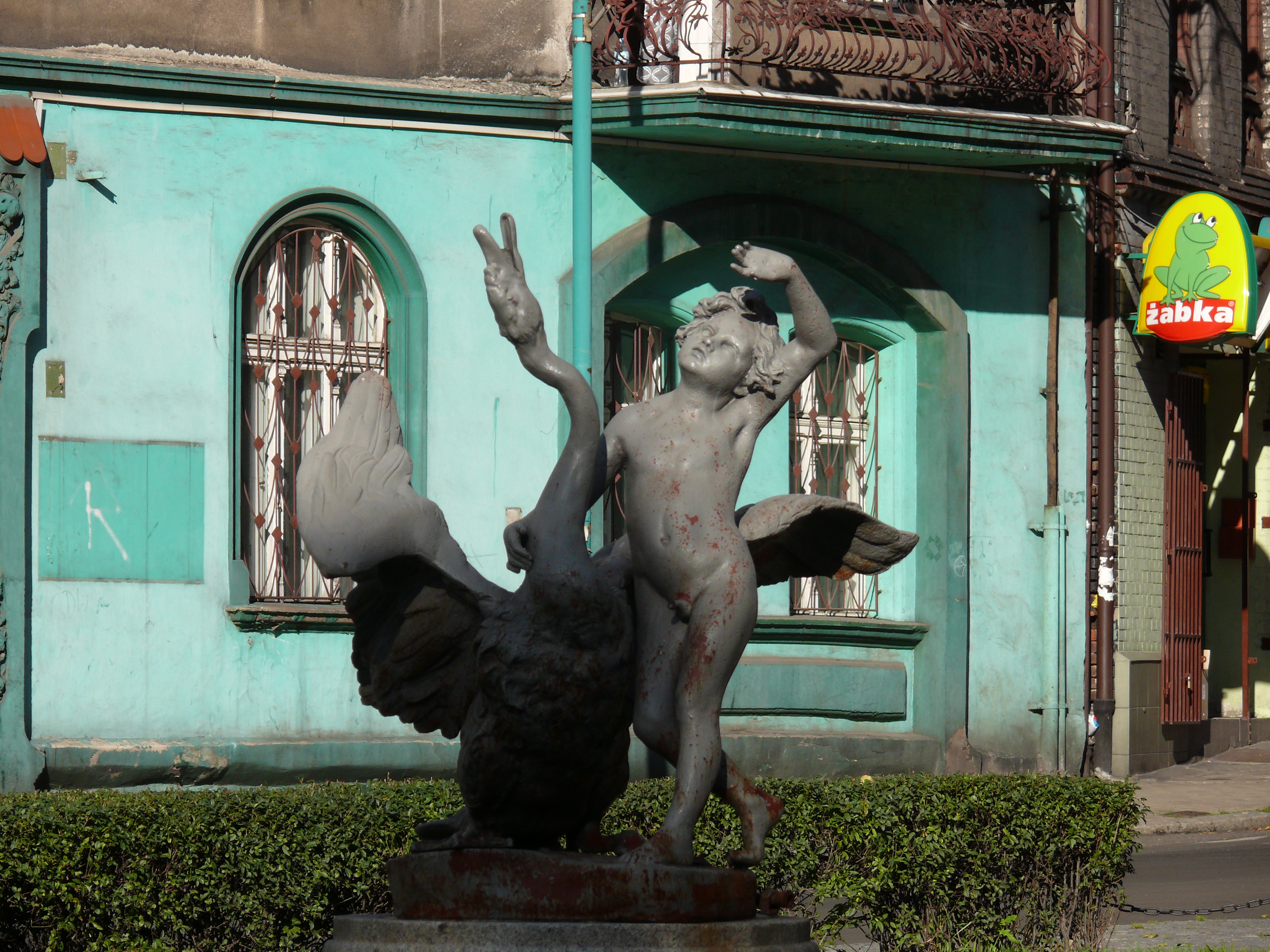
Chłopiec z łabędziem (niem. Knabe mit Schwan) - rzeźba na Placu Matejki w Chorzowie
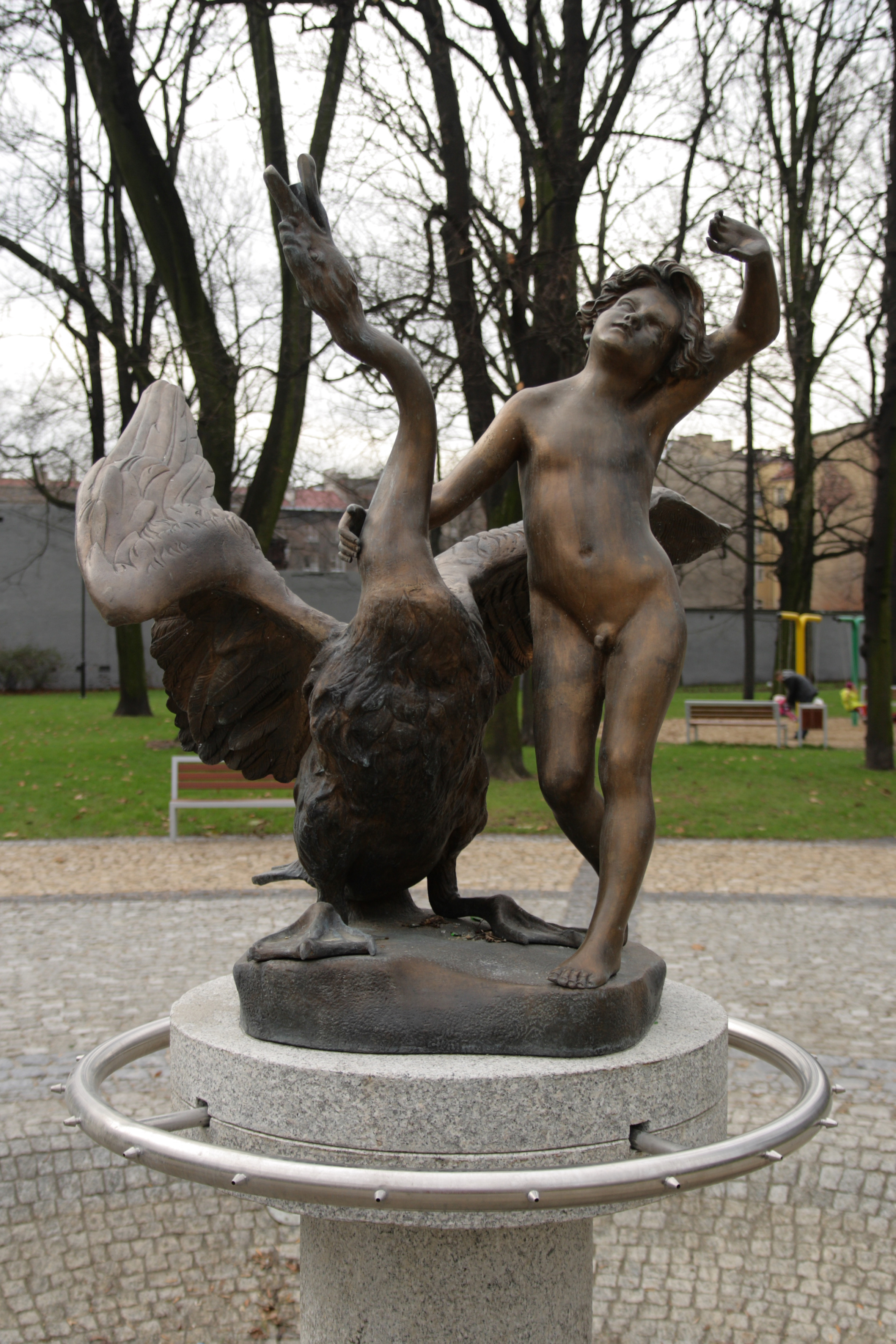
Chłopiec z łabędziem (niem. Knabe mit Schwan) - Gliwice
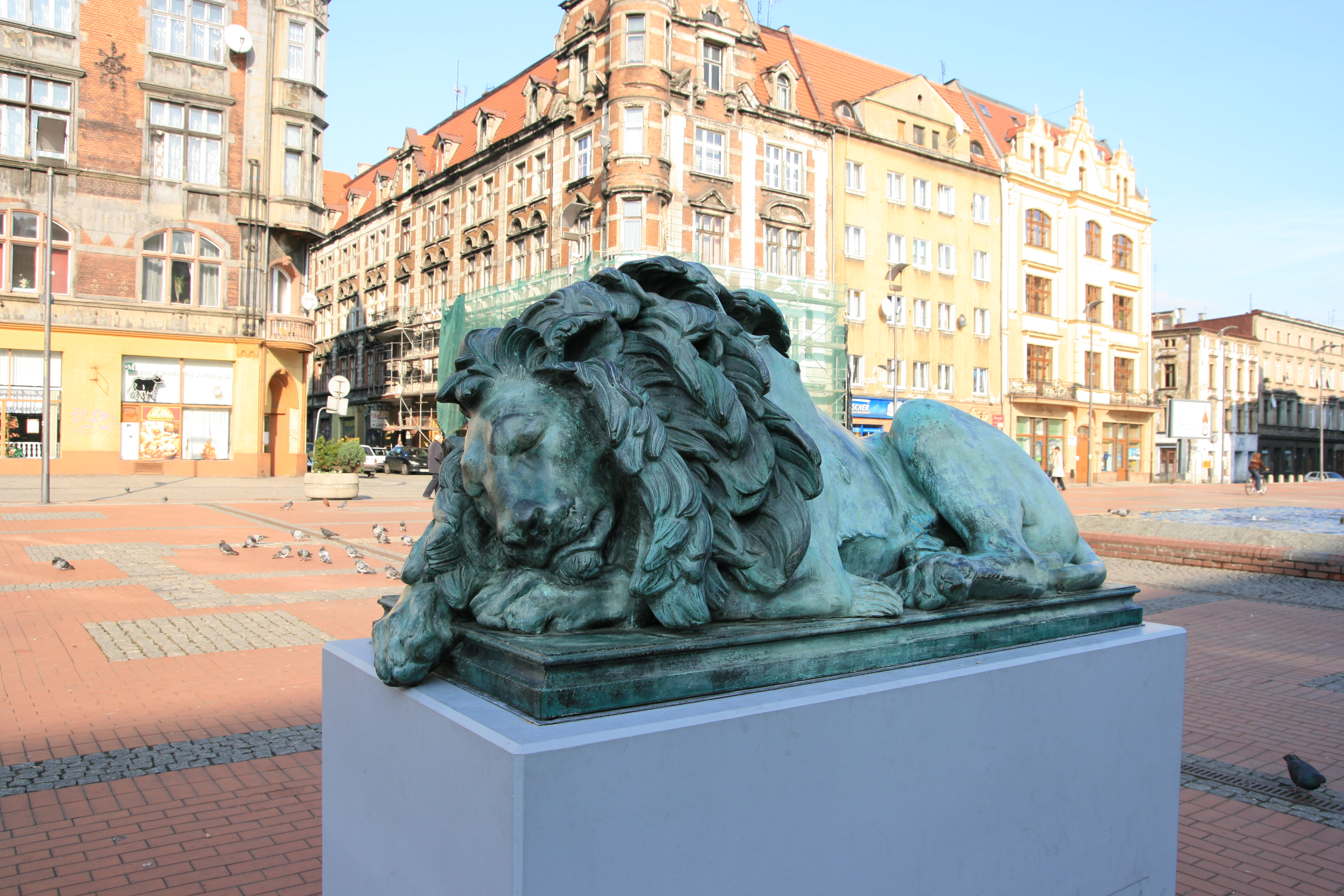
Śpiący (Umierający) lew (niem. Sterbender Löwe) - rzeźba na Rynku w Bytomiu
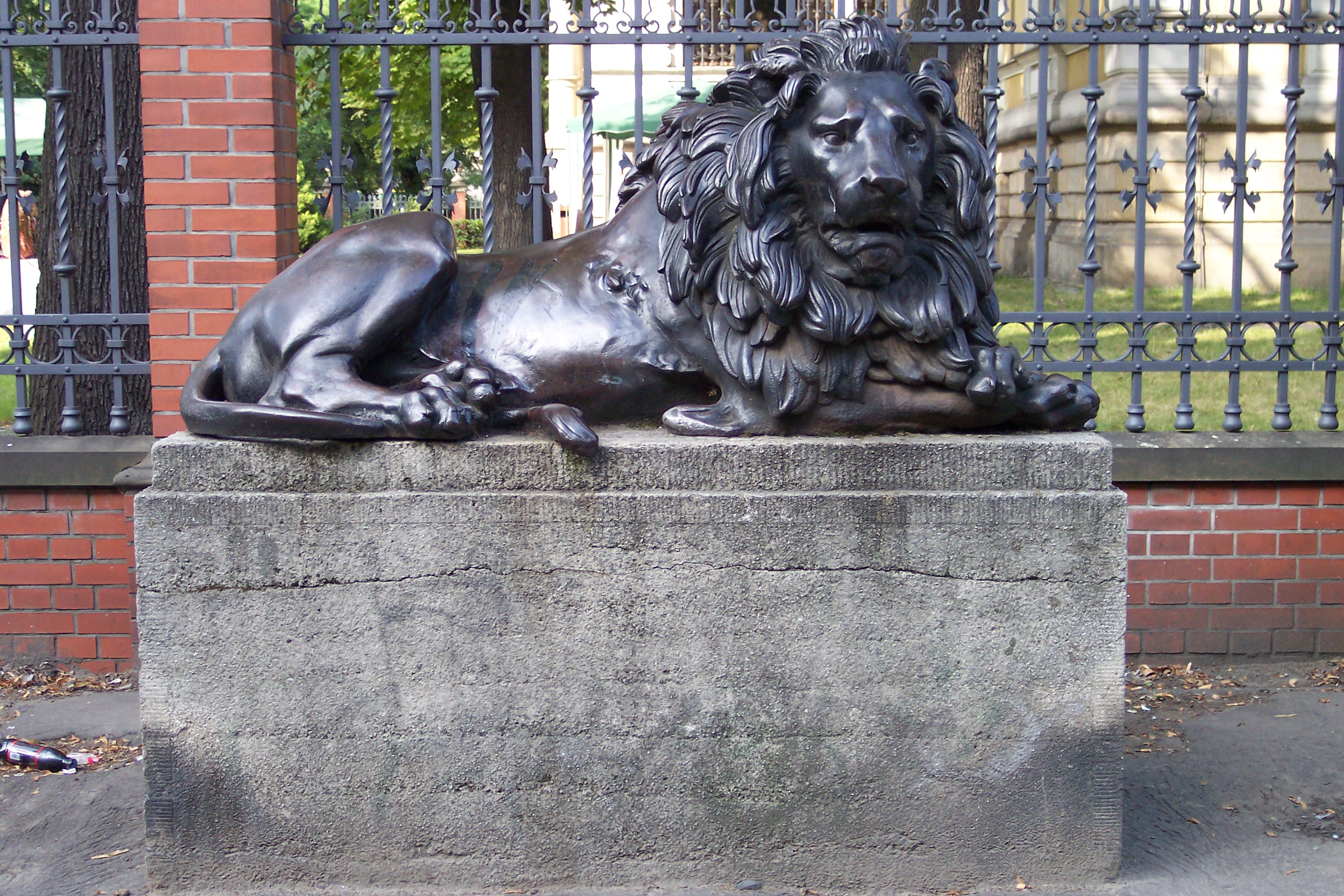
Lew czuwający, (niem. Wachender Löwe), Gliwice, Willa Caro
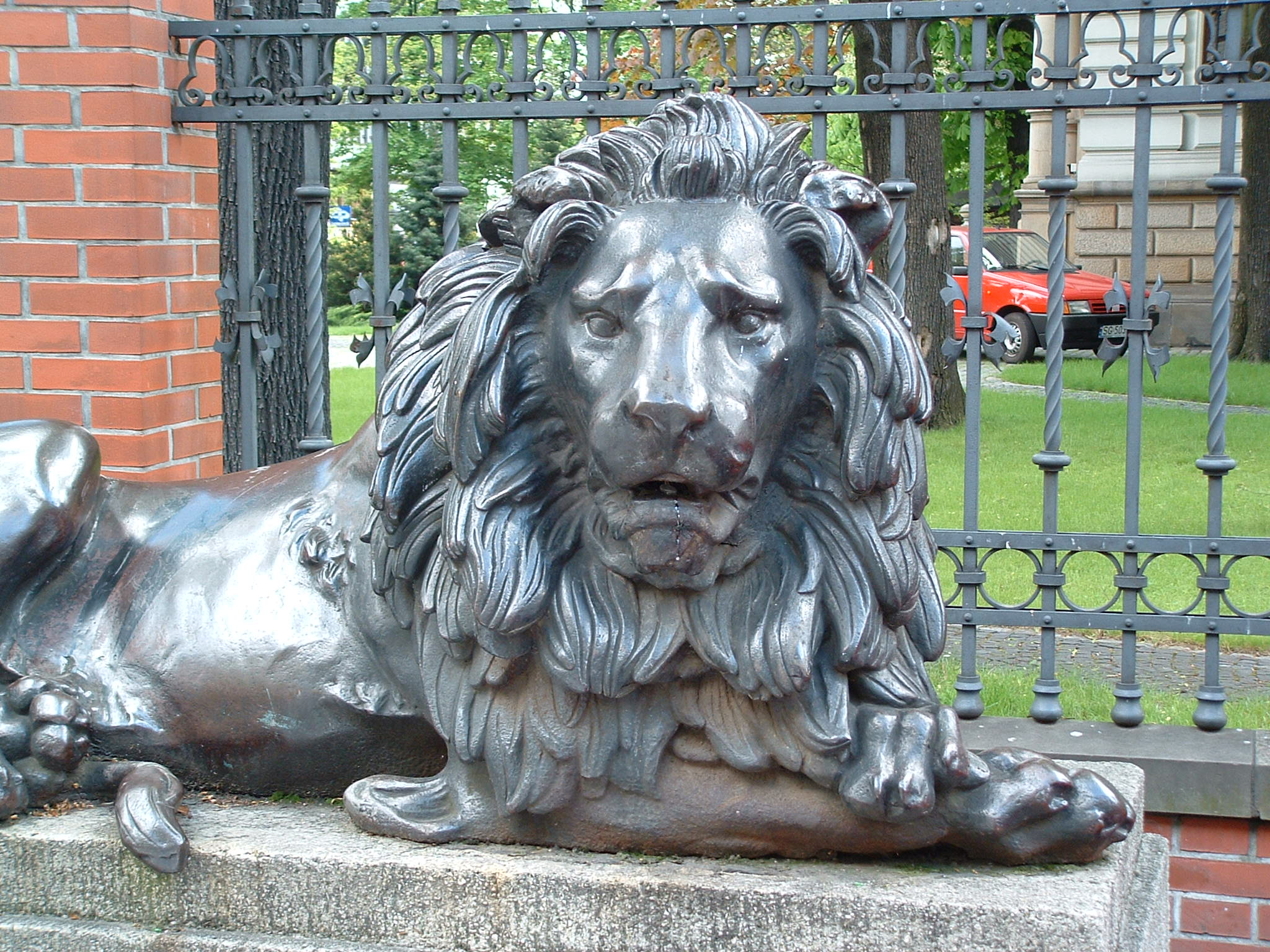
Lew czuwający, (niem. Wachender Löwe), Gliwice, Willa Caro
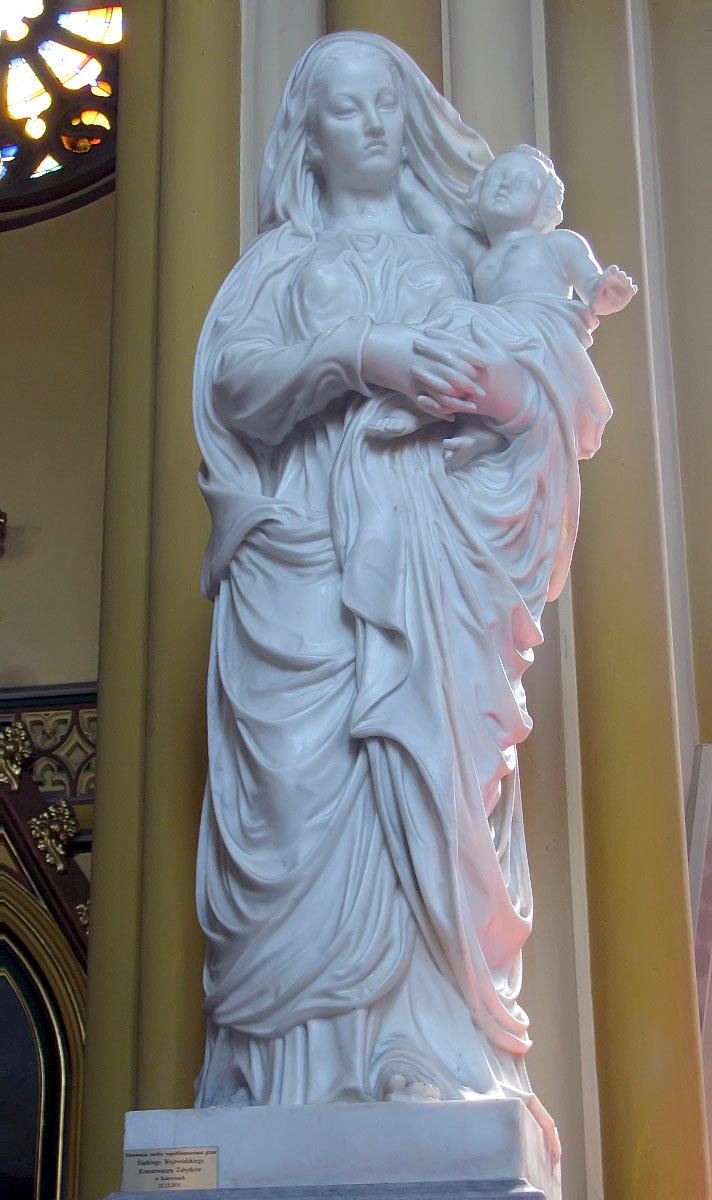
Madonna z Dzieciątkiem, Bytom Miechowice, Kościół św. Krzyża